# Cámara Nacional de la Industria de Desarrollo y Promoción de Vivienda
La Cámara Nacional de la Industria de Desarrollo y Promoción de Vivienda (CANADEVI) formalizada en el 2002; es una institución autónoma y de interés público, con personalidad jurídica y patrimonio propio; constituida bajo el acuerdo a la Ley de Cámaras Empresariales y sus Confederaciones para representar y defender los intereses de la industria de desarrollo y promoción de vivienda en México.

## Historia y Gestión Gremial
Los comienzos de la CANADEVI se dan a partir de las reformas legales de 1984; bajo la administración de Miguel de la Madrid.
En 1986, asociaciones como Adivac, Ajiprovi e Ivac establecieron las bases de lo que hoy se conoce como CANADEVI. Tras la fundación de la Federación Nacional de Promotores Industriales de Vivienda, A.C. (Provivac); que desde su origen representaron a más de 300 desarrolladores y promotores del sector en todo el país.
Tras años de modificaciones internas, la Cámara Nacional de la Industria de Desarrollo y Promoción de Vivienda (CANADEVI) finalmente se constituyó oficialmente el 9 de mayo del 2002, mediante oficio de la Secretaría de Economía número 110-03-25-27-30-8175/1023-VII-10.
La población que atiende está representada por los beneficiarios de crédito que otorgan los Organismos Nacionales de Vivienda tales como Infonavit y Fovissste regidas tras la reestructuración legal que posteriormente se dio en el 2006 bajo el mandato del entonces presidente de la Cámara, Manuel Hugo Goytia; quien desarrolló un programa de subsidio a la vivienda destinado a ayudar a 300 mil familias de escasos recursos anualmente para la obtención de vivienda junto con ambos organismos.
Bajo este contexto, el sector desempeñó un papel prioritario en la economía nacional, al generar fuentes de trabajo y derrama económica que según la Cámara se dio en más de 37 ramas que participaban en la edificación de viviendas, lo que llevó a que algunos de sus afiliados incursionaran en el mercado de valores en la última década del siglo XX.
Con el fin de contribuir a la reestructuración económica del país, para el 2008, la CANADEVI con el apoyo del Gobierno Federal acordó el financiamiento de 800,000 viviendas así como acciones de mejoramiento y construcción de vivienda en México para el 2009.
A pesar, de que, según un informe publicado por la organización, la demanda de casas habitación se mantuvo. Según cifras oficiales, publicadas por el entonces presidente de la Cámara, Ismael Plascencia Núñez; el desarrollo de vivienda en México cayó un 42% respecto al año anterior. 
A esta situación el dirigente la atribuyó al rezago histórico, falta de financiamiento en el sector, desempleo y recesión económica que contribuyeron a la disminución de las ventas de vivienda en los primeros meses del 2009.
Según cifras oficiales del Crédito a la Vivienda para Afiliados al Instituto Nacional de Fomento a la Vivienda para los Trabajadores (Infonavit) durante el 2009, fueron otorgados 226,798 financiamientos de los más de 450,000 que se pretendían otorgar durante ese periodo. Un 18% menor al del 2008.
El anterior contexto, marcó la consolidación de la CANADEVI y su relación con el Gobierno Federal; cuando en marzo del 2009 finalmente, se firmó el "Pacto Nacional por la Vivienda" con la finalidad de ampliar el financiamiento para la adquisición de inmuebles. Instalado por la Comisión de Vivienda del propio organismo, bajo el mandato del presidente de la República Felipe Calderón Hinojosa y la gestión del programa propuesto por el entonces presidente de la Cámara, Ismael Plascencia Núñez.
Tras la intervención y los acuerdos convenidos, su representante expuso que los créditos comenzaron a reactivarse en mayo de ese año. Otorgando a los desarrolladores una mayor venta de viviendas.
Según cifras publicadas por la misma CANADEVI tras el acuerdo, el programa del Infonavit para junio del 2009, había avanzado un 41%. Lo que significó 184,741 créditos de los anteriormente propuestos.
Durante esta etapa el sector de la vivienda, según el diario oficial de la nación, se convirtió en estratégica para la reactivación económica de México.
En el 2012 el valor estimado de la industria fue de 30,000 millones de dólares, aun cuando en el 2013, el sector de la construcción mostró un descenso general en su crecimiento.
Años más tarde junto con el Congreso de la Unión, la Cámara logró que en la Reforma Hacendaria del 2014, se excluyera el Impuesto al Valor Agregado (IVA) a la adquisición de vivienda ampliando los programas de financiamiento de los Organismos Nacionales del sector, como Infonavit y Fovissste.
Actualmente, la CANADEVI, supera los 900 afiliados localizados en 34 Delegaciones de las siete regiones y 31 estados en las que se divide la República Mexicana. Representando el 85% de la producción de vivienda del país.
Entre sus afiliados se encuentran 6 empresas que cotizan en la Bolsa Mexicana de Valores mismos que, según medios oficiales, han contribuido a la construcción de más de 700 mil viviendas.

## Acerca de la CANADEVI

### Objetivos de la Institución
El campo de la CANADEVI es muy diverso. Entre sus objetivos principales se encuentran:
• Diseñar y coadyuvar en la ejecución de planes, acciones y programas que permitan fomentar con mayor eficacia las actividades industriales de desarrollo y promoción de vivienda.
• Ser órgano de consulta y colaboración de los tres niveles de gobierno del Estado para el diseño y ejecución de políticas, programas e instrumentos para el fomento de la actividad económica nacional.
• Representar y defender los intereses generales de la industria de desarrollo y promoción de vivienda como actividad general de la economía nacional anteponiendo el interés público sobre el privado.
• Promover la modernización, capacitación, desarrollo y productividad de los afiliados y/o Cooperadores.
• Promover y fomentar el espíritu de unidad y de agrupación de los afiliados y/o Cooperadores, así como la participación gremial.
• Coadyuvar en la capacitación y el adiestramiento de los empleados y trabajadores de las empresas afiliadas y que representa.

### Misión
Representar y apoyar a las empresas promotoras y desarrolladoras de vivienda de México al mantenerlas informadas de forma confiable y oportuna, aumentando su productividad, confiabilidad y responsabilidad social, para impactar positivamente en la calidad de vida de los mexicanos.

### Visión
Crear una Cámara fuerte que genera valor a sus afiliados para impactar positivamente en la calidad de vida de la sociedad al fortalecer la industria de la vivienda y el desarrollo territorial y urbano.

### Vinculaciones
• CANADEVI es miembro del Consejo de Administración del Infonavit.
• Órgano de Consulta de Conavi, Sociedad Hipotecaria Federal (SHF), Fovissste y Fonhapo.
• Miembro activo del Consejo Empresarial para el Desarrollo Inmobiliario y de Vivienda (CEDIV).
• Integrante del Centro Impulsor de la Construcción y la Habitación A. C. (CIHAC)
• Miembro del Consejo Coordinador Empresarial (CCE).
• Representante de México ante la Unión Interamericana para la Vivienda (Uniapravi)
• Miembro de la Comisión de Vivienda de CONCAMIN e integrante del Consejo Nacional de Vivienda.

### Consejo Directivo Actual (2019 - 2022)
| Cargo               | Titular                           |
| ------------------- | --------------------------------- |
| Presidente Nacional | Lic. Gonzalo Méndez Dávalos       |
| Vicepresidente      | Ismael Plascencia Núñez           |
| Vicepresidente      | Jorge René Guajardo Maldonado     |
| Vicepresidente      | José Alejandro Vargas Barroso     |
| Vicepresidente      | Isaac Metta Cohen                 |
| Vicepresidente      | Carlos Guillermo Salcedo González |
| Vicepresidente      | Marco Antonio Salazar Peñuñuri    |
| Secretario          | Ing. Carlos Eduardo Ramírez Capo  |
| Tesorero            | Lic. Pedro Solís Millet           |
| Prosecretario       | Raúl Sergio Treviño Hinojosa      |
| Protesorero         | Carlos Antonio Ayuso Ángeles      |